# Любович-Конти
Любович-Конти (пол. Lubowicz-Kąty) — село в Польщі, у гміні Клюково Високомазовецького повіту Підляського воєводства.
Населення — 105 осіб (2011).
У 1975-1998 роках село належало до Ломжинського воєводства.

## Демографія
Демографічна структура станом на 31 березня 2011 року:
|          | Загалом | Допрацездатний вік | Працездатний вік | Постпрацездатний вік |
| -------- | ------- | ------------------ | ---------------- | -------------------- |
| Чоловіки | 55      | 12                 | 34               | 9                    |
| Жінки    | 50      | 9                  | 26               | 15                   |
| Разом    | 105     | 21                 | 60               | 24                   |